# Ego Kill Talent
Az Ego Kill Talent brazil hard rock, rock együttes.

## Története
2014-ben alakult Sao Paulo-ban. Tagjai több egyéb brazil zenekarban is játszottak (Udora, Sepultura, Sayowa, Reacao em Cadeia). Eddig egyetlen nagylemezük jelent meg 2017-ben, amely az együttes nevét viseli. Magyarországon 2020-ban fognak fellépni a System of a Down elő-zenekaraként. 2019-ben szerződést kötöttek a BMG kiadóval. Az együttes továbbá dolgozik második nagylemezén.

## Tagok
- Jonathan Correa
- Theo van der Loo
- Niper Boaventura
- Raphael Miranda
- Jean Dolabella

## Korábbi tagok
- Estevam Romera

## Diszkográfia
- Ego Kill Talent (2017)

EP-k
- Sublimated (2015)
- Still Here (2016)
- My Own Deceiver (2017)
- Live in Europe 2017 (2018)